# Hibbertia hirsuta
Hibbertia hirsuta är en tvåhjärtbladig växtart som först beskrevs av William Jackson Hooker, och fick sitt nu gällande namn av George Bentham. Hibbertia hirsuta ingår i släktet Hibbertia och familjen Dilleniaceae. Inga underarter finns listade i Catalogue of Life.